# 工藤阿須加
工藤 阿須加（くどう あすか、1991年〈平成3年〉8月1日 - ）は、日本の俳優、タレント、キャスター。
埼玉県所沢市出身。パパドゥ所属。東京学館高等学校、東京農業大学中退。

## 略歴
2012年、日本テレビのドラマ『理想の息子』で俳優デビュー。
2013年のNHK 大河ドラマ『八重の桜』に主人公・新島八重の弟・山本三郎役で出演し、さらに2013年7月から9月まで、『ショムニ2013』（フジテレビ）に出演した。
2014年、TBS日曜劇場『ルーズヴェルト・ゲーム』で社会人野球部の投手・沖原和也役を演じた。約100名の応募者の中からオーディションで選ばれ、父と同じポジションの投手を俳優として演じることとなった。同年5月24日に西武ドームで行われた埼玉西武ライオンズ対東京ヤクルトスワローズ戦では、父の現役時代と同じ背番号の「47」が入った西武ライオンズのユニフォームを着用して始球式を行い、野球未経験ながら114km/hを計測した。
2018年2月スタートの『ザ・ブラックカンパニー』（フジテレビTWO ドラマ・アニメ/フジテレビTWOsmart）でドラマ初主演。
2018年10月から2021年3月まで情報番組『ZIP!』（日本テレビ）の水曜パーソナリティーを務めた。
2021年から山梨県北杜市の農場で農業を開始。

## 人物
- 父親はプロ野球・福岡ソフトバンクホークス元監督の工藤公康、妹はプロゴルファーの工藤遥加。五人兄妹の長男で、第一子。遥加の下に更に妹2人と弟1人がいる。自身はテニスをしており、プロを目指す程の腕前だったが高校のときに肩を故障し、その道を断念する[12]。野球経験はない[13]。
- 趣味はキックボクシング[14]、キャンプ[15]。ソロキャンプも好きである[15]。
- 好きなアーティストは玉置浩二[14]、AAA、嵐[16]など。
- 芸能界の親友は前田公輝[17][18][19]。また、ゆずの北川悠仁とは高校生の頃から親交がある。[20]

## 農家として
アスリートの父親に気遣う食生活をしていた家庭環境の影響で、幼い頃から食への関心は高かった。
高校3年生の時、リンゴ農家・木村秋則の著書『奇跡のリンゴ』を読んで感動したことをきっかけに東京農業大学に進学。就農を真剣に考えながらも、在学中に役者の道へ。
コロナ禍をきっかけに、農業に関わるには お金があったら / 時間ができたら 始めるのでは間に合わないと感じたこと、「家族や友人に何かあったときに守ってあげられる場所を作りたい」という想いから俳優活動と並行して農家になることを決意。
2021年より、山梨県北杜市・株式会社ファーマン井上農場に畑の一角を間借りし、農業を始める。山梨県を選んだ理由は、名水に恵まれ日照時間も長く農業に適していたことや、東京からのアクセスが良いことなど。近隣に別荘を購入して二拠点生活を開始した。
無農薬の有機栽培で年間15品目ほどの野菜を栽培しており、今まで育てた作物はカブ、カリフローレ、ケール、コールラビ、サツマイモ、里芋、春菊、生姜、じゃがいも、スイカ、スイスチャード、大根、とうもろこし、長ネギ、ニンニク、白菜、ビーツ、ブロッコリー、ほうれん草、水菜、メロン、ルッコラ、わさび菜（50音順）など。
農業に関するシンポジウムやイベントにも数多く登壇し、食の問題について精力的に発信。日々の農業の様子は工藤本人のInstagramで発信されている他、日本テレビ系「有吉ゼミ」内「工藤阿須加 楽しい農園生活」にて不定期で放送されている。

## 受賞歴
- 第24回日本映画批評家大賞 新人男優賞（南俊子賞）（『1/11 じゅういちぶんのいち』『百瀬、こっちを向いて。』）

## 出演
役名の太字は主演作品。

### 映画
- 悪の教典（2012年11月10日、東宝） - 松本弘 役
- 1/11 じゅういちぶんのいち（2014年4月5日、東京テアトル） - 越川凜哉 役
- 悪夢ちゃん The 夢ovie（2014年5月3日、東宝）
- 百瀬、こっちを向いて。（2014年5月10日、スールキートス） - 宮崎瞬 役
- 近キョリ恋愛 （2014年10月11日、東宝映像事業部）
- アゲイン 28年目の甲子園（2015年1月17日、東映） - 坂町晴彦（28年前） 役[35][36]
- 夏美のホタル（2016年6月11日、イオンエンターテイメント） - 慎吾 役[37]
- 恋妻家宮本（2017年1月28日、東宝） - 大学時代の陽平 役
- ちょっと今から仕事やめてくる（2017年5月27日、東宝） - 青山隆 役[38]
- 総理の夫（2021年9月23日、東映） - 島崎虎山 役[39]
- シノノメ色の週末（2021年11月5日、イオンエンターテイメント） - 上川龍之介 役
- ハケンアニメ!（2022年5月20日、東映） - 宗森周平 役[40]
- ゴールデンカムイ（2024年1月19日、東宝） - 月島基 役[41]
- てっぺんの向こうにあなたがいる（2025年10月31日公開予定、キノフィルムズ） - 多部正明（青年期） 役[42]
- 劇場版「緊急取調室 THE FINAL」（2025年12月26日公開予定、東宝） - 山上善春 役[43][44][45]

### 劇場アニメ
- アイの歌声を聴かせて（2021年10月29日、松竹） - 素崎十真 役[46]

### テレビドラマ
- 理想の息子（2012年1月14日 - 3月17日、日本テレビ）
- 悪夢ちゃん（2012年10月13日 - 12月22日、日本テレビ）
  - 悪夢ちゃんスペシャル（2014年5月2日、日本テレビ）
- 大河ドラマ 八重の桜 第6話 - 第21話（2013年2月10日 - 5月26日、NHK） - 山本三郎 役[47]
- レディ・ジョーカー（2013年3月3日 - 4月14日、WOWOW） - 秦野孝之 役
- ショムニ2013（2013年7月10日 - 9月18日、フジテレビ） - 速水 役[48]
- ルーズヴェルト・ゲーム（2014年4月27日 - 6月22日、TBSテレビ） - 沖原和也 役[49]
- 夏の終わりに、恋をした。（2014年9月26日、フジテレビ） - 小塚俊平 役[50][51]
- ORANGE〜1.17 命懸けで闘った消防士の魂の物語〜（2015年1月19日、TBSテレビ） - 山倉隆志 役[52]
- 永遠の0（2015年2月11日 - 15日、テレビ東京） - 武田貴則 役[53][54]
- かぶき者 慶次（2015年4月9日 - 6月18日、NHK総合） - 安田勝之進 役
- アルジャーノンに花束を（2015年4月10日 - 6月12日、TBSテレビ） - 檜山康介 役[55]
- 3つの街の物語（2015年6月7日、TBS）
- HEAT（2015年7月7日 - 9月1日、関西テレビ） - 白石徹 役[56]
- レッドクロス〜女たちの赤紙〜（2015年8月1日 - 2日、TBSテレビ） - 中川博人 役[57]
- 偽装の夫婦（2015年10月7日 - 12月9日、日本テレビ） - 弟子丸保 役[58]
- 連続テレビ小説（NHK総合）
  - あさが来た 第122話 - 最終話（2016年2月23日 - 4月2日） - 東柳啓介 役[59]
  - なつぞら（2019年4月1日 - 9月28日） - 佐々岡信哉 役[60]
- 家売るオンナ（2016年7月13日 - 9月14日、日本テレビ） - 庭野聖司 役[61]
  - 帰ってきた家売るオンナ（2017年5月26日）[62]
  - 家売るオンナの逆襲（2019年1月9日 - 3月13日）[63]
- 沈まぬ太陽 第2部 第13話・第16話・最終話（2016年8月7日・28日・9月25日、WOWOW） - 大倉浩三 役[64]
- 陽炎の辻スペシャル〜居眠り磐音 江戸双紙〜 完結編（2017年1月2日、NHK総合） - 松平定信 役[65]
- 就活家族〜きっと、うまくいく〜（2017年1月12日 - 3月9日、テレビ朝日） - 富川光 役[66]
- カンナさーん!（2017年7月18日 - 9月19日、TBSテレビ） - 青田壮介 役[67]
- 琥珀（2017年9月15日、テレビ東京） - 依田悟志 役[68]
- BORDER 衝動〜検視官・比嘉ミカ〜（2017年10月6日・13日、テレビ朝日） - 中澤史明 役[69]
- 明日の約束（2017年10月17日 - 12月19日、フジテレビ） - 本庄和彦 役[70]
- 海月姫（2018年1月15日 - 3月19日、フジテレビ） - 鯉淵修 役[71]
- ザ・ブラックカンパニー（2018年2月4日 - 3月11日、フジテレビONE TWO NEXT / 8月21日 - 9月25日、フジテレビ） - 主演・水野剛太 役[7]
- 未解決の女 警視庁文書捜査官（2018年4月19日 - 6月7日、テレビ朝日） - 岡部守 役[72]
  - 未解決の女 警視庁文書捜査官〜 緋色のシグナル〜（2019年4月28日）[73]
  - 未解決の女 警視庁文書捜査官 season2（2020年8月6日 - 9月17日）[74]
- 夕凪の街 桜の国（2018年8月6日、NHK総合） - 打越アキラ 役[75]
- 孤高のメス（2019年1月13日 - 3月3日、WOWOW） - 青木隆三 役[76]
- みかづき（2019年1月26日 - 2月23日、NHK総合） - 上田一郎 役[77]
- 長閑の庭（2019年6月2日 - 6月23日、NHK BSプレミアム） - 田中蓮 役[78]
- ニッポンノワール-刑事Yの反乱-（2019年10月13日 - 12月15日、日本テレビ） - 名越時生 役[79]
- 教場（2020年1月4日・5日、フジテレビ） - 宮坂定 役[80]
  - 教場II（2021年1月3日）[81]
- 連続殺人鬼カエル男（2020年1月10日 - 2月28日、関西テレビ） - 主演・古手川和也 役[82]
- U-NEXT presents あと3回、君に会える（2020年3月31日、関西テレビ・フジテレビ系） - 澤村洸二 役[83]
- モコミ〜彼女ちょっとヘンだけど〜（2021年1月23日 - 4月3日、テレビ朝日） - 清水俊祐 役[84]
- 華麗なる一族（2021年4月18日 - 7月11日、WOWOW） - 一之瀬四々彦 役[85]
- 春の呪い（2021年5月22日 - 6月26日、テレビ東京） - 柊冬吾 役[86]
- 緊急取調室（テレビ朝日） - 山上善春 役
  - シーズン4（2021年7月8日 - 9月16日）[87]
  - 新春ドラマスペシャル「緊急取調室 特別招集 2022 8億円のお年玉」（2022年1月3日）[88]
- 初情事まであと1時間 第1話「心の容れ物」（2021年7月23日、毎日放送） - 主演・高山聡 役[89]
- 欠点だらけの刑事 第2弾（2021年9月22日、テレビ朝日） - 一ノ瀬貴一 役[90]
- ラジエーションハウスII〜放射線科の診断レポート〜 第10話・最終話（2021年12月6日・13日、フジテレビ） - 郷田一平 役[91][92]
- 池波正太郎原作「武士とその妻」（2022年3月12日、BS-TBS） - 主演・平野小五郎 役[93]
- テッパチ! 第7話 - 最終話（2022年8月17日 - 9月14日、フジテレビ） - 風間速人 役[94]
- 鵜頭川村事件（2022年8月28日 - 10月2日、WOWOW） - 降谷辰樹 役[95]
- NHK正月時代劇 いちげき（2023年1月3日、NHK総合・NHK BS4K） - 和田六郎 役[96]
- おいち不思議がたり（2024年9月1日 - 10月20日、NHK BS・NHK BSプレミアム4K） - 新吉 役[97]
- ゴールデンカムイ -北海道刺青囚人争奪編- 第1話 - 第3話・第6話 - 最終話（2024年10月6日 - 20日・11月10日 - 12月1日、WOWOW） - 月島基 役[98][99]
- 無能の鷹（2024年10月11日 - 11月29日、テレビ朝日） - 雉谷耕太 役[100]

### 配信ドラマ
- 星から来たあなた （2022年2月23日、全10話、Amazon Original） - 宇和島浩哉 役[101]
- 御手洗家、炎上する（2023年7月13日、Netflix） - 御手洗希一 役[102]

### バラエティ
- 有吉ゼミ（2017年9月29日 - 日本テレビ）
  - 2時間SP「工藤阿須加の農業生活」（2021年4月26日）[103]
  - 2時間SP「工藤阿須加の農業生活」（2021年6月28日）[104]
  - 2時間SP「楽しい工藤農園」（2021年10月25日）[105]
- もったいないからヤれるとこまでやってみよう!（2022年5月1日、テレビ朝日） -　MC
- わたしの通学ロード（2023年1月8日 - 、関西テレビ） - MC [106]。

### 情報番組
- ZIP!（2018年10月3日 - 2021年3月24日、日本テレビ） - 水曜メインパーソナリティー[9][10]
- 工藤阿須加が行く 農業始めちゃいました（2021年12月19日・2022年6月18日・10月5日 - 、BS朝日）[107]

### ドキュメンタリー番組
- レジェンドの目撃者（2022年11月3日、NHK BS1）

### 舞台
- シラの恋文（2023年12月初旬 - 中旬、京都劇場 / 12月中旬 - 下旬、キャナルシティ劇場 / 2024年1月初旬 - 末、日本青年館ホール）[108]

### ナレーション
- 都市木造化計画〜森の再生〜（2020年10月9日、BS12）[109]
- 僕らはあきらめない〜2020 コロナ禍の高校球児たち〜（2020年12月29日、BS朝日）[110]

### CM
- 東芝 東芝野球部×ルーズヴェルト・ゲーム コラボCM第1弾 - 沖原和也 役[111][112][注 1]
  - ブレイブアレウス・4K対応液晶テレビ〜 第6話（2014年6月1日）
  - ブレイブアレウス・4K対応液晶テレビ〜・都市対抗野球出場 第7話（2014年6月8日）
- 日本生命×ルーズヴェルト・ゲーム コラボCM第2弾 - 沖原和也 役[113]
  - 創業125周年「みらいのカタチ」第8話（2014年6月15日）
  - 創業125周年「みらいのカタチ」最終話（2014年6月22日）
- 三菱地所（2014年8月 - 2019年）
- キリンビバレッジ
  - FIRE Double Mountain「待つ女」篇（2014年10月7日 - ）[114]
  - FIRE Double Mountain「手渡す女」篇（2014年10月28日 - ）
- 大日本住友製薬 命のためにできることすべてを（2015年10月1日 - ）[115]
- 森永乳業
  - マウントレーニア「花屋」篇（2018年3月23日 - ）
  - マウントレーニア「建築事務所」篇 （2018年3月23日 - ）
- エスビー食品
  - 「ゴールデンカレー 副音声篇 バリ辛ぶら下がり」（2019年3月8日 - 2019年3月20日）[116]
  - 「チーズ好きの熟成欧風カレー 副音声篇」（2019年3月23日 - 2021年4月7日）[117]
  - 「チーズ好きの濃厚トマトハヤシ 副音声篇」（2019年3月23日 - 2019年4月7日）[117]
  - 「とろっとワンプレート ドリアミート 副音声篇」（2019年5月22日 - 2019年6月3日）[118]
- 農林中央金庫
  - 『JAバンク』「ぴんときてない」篇（2021年4月4日 - ）
  - 『JAバンク』「満足してるな」篇（2021年4月25日 - ）
- 大正製薬 リポビタンD（2023年4月24日 - ）[119]